# Gheorghe Alexa
Gheorghe V. Alexa (n. 25 octombrie 1891, satul Vutcani, județul Vaslui - d.  30 septembrie 1985, Iași) a fost un chimist român, profesor al Universității din Iași. Este autorul primului tratat de tăbăcărie din România.
Gheorghe Alexa a încetat din viață la data de 30 septembrie 1985 și a fost înmormântat la Cimitirul Eternitatea din Iași.

## Distincții
- Ordinul Muncii clasa a II-a (22 noiembrie 1961) „pentru activitate îndelungată și merite deosebite în domeniul învățămîntului superior, cu prilejul împlinirii a 70 de ani de viață”[1]
- titlul de „Profesor Emerit al Republicii Populare Romîne” (5 noiembrie 1962) „pentru activitatea îndelungată, contribuție în dezvoltarea științei și merite deosebite în dezvoltarea învățămîntului superior”[2]
- Ordinul „Meritul Științific” clasa a II-a (26 septembrie 1966) „pentru merite deosebite în activitatea științifică, cu prilejul Centenarului Academiei Republicii Socialiste România”[3]